# Gordoncillo (kommunhuvudort)
Gordoncillo är en kommunhuvudort i Spanien.   Den ligger i provinsen Provincia de León och regionen Kastilien och Leon, i den norra delen av landet, 240 km nordväst om huvudstaden Madrid. Gordoncillo ligger 753 meter över havet och antalet invånare är 637.
Terrängen runt Gordoncillo är platt. Runt Gordoncillo är det mycket glesbefolkat, med 7 invånare per kvadratkilometer. Närmaste större samhälle är Valderas, 7,2 km sydväst om Gordoncillo. Trakten runt Gordoncillo består till största delen av jordbruksmark.